# Ugears
Ugears (від англ. Ukrainian Gears — Українські шестерні) ― українська компанія, яка виробляє дерев'яні механічні 3D-конструктори.

## Історія
Компанія Ugears була заснована в 2014 році. За 7 років із невеликого стартапу перетворилася на компанію, що продає продукцію у 85 країн на 5 континентах і налічує 250 співробітників (станом на 2021 рік). Виробничі потужності розташовані в передмісті Києва, Україна.
У лютому 2017 року один із співзасновників компанії Денис Охріменко залишив Ugears, продавши 25% акцій своєму партнерові Геннадію Шестаку. Вартість угоди склала 9,4 млн грн.
Ugears успішно провів 6 краудфандингових кампаній на Kickstarter та одну на Indiegogo.

## Колекції
Особливістю моделей є те, що вони рухаються за допомогою гумок, шестерень та гравітації – без батарейок і електрики. Складаються без клею та будь-яких інших інструментів.

### Механічні 3D-конструктори
Механічні моделі Ugears мають три рівні складності: легкий, середній та підвищений. У колекції є як прості моделі, що мають лише 24 деталі, так і більш вигадливі, які складаються з 726 деталей. Час складання конструкторів коливається від 1 до 15 годин.
Конструктори Ugears не потребують клею, спеціальних знань, інструментів та обладнання. Всі деталі вирізані лазером у фанері, звідки легко виймаються та з'єднуються між собою.  Усі етапи складання описані в детальних покрокових ілюстрованих інструкціях 11 мовами (англійською, німецькою, французькою, польською, іспанською, українською, російською, італійською, японською, китайською та корейською). Обслуговування клієнтів доступне цілодобово, 7 днів на тиждень, а запасні частини доставляються за запитом безкоштовно.
Більшість моделей мають реальні аналоги, тоді як інші – це фантазія дизайнерів. Фірмовий стиль Ugears – це поєднання старовинної елегантності та сучасного стимпанк-дизайну. Колекція включає близько 100 моделей (станом на 2021 рік). Серед популярних моделей: «Локомотив V-Експрес із тендером», «Кабріолет мрії VM-05», «Сейф», «Харді-Гарді», «Кінь-Механоїд», «Антикварна скринька», «Спорткар U-9 Гран-прі» та інші.

### STEM Lab
Навчальна колекція STEM Lab від Ugears – це інтерактивні моделі загальновідомих механізмів. Конструктори, розроблені для дітей та дорослих, допомагають вивчити, як влаштовані механізми, з чого складаються, як працюють і де використовуються в реальному житті.
Станом на липень 2021 року колекція Ugears STEM Lab включає дев'ять моделей: «Маятник», «Коробка передач», «Диференціал», «Лічильник», «Курвіметр», «Рандомайзер», «Варіатор», «Арифметичний набір» і «Тахометр». У комплекті кожної моделі є QR-код до навчального посібника з описом механізму, принципу його роботи, основними характеристиками і формулами та цікавими завданнями.
Навчальні посібники для кожної моделі STEM створюються у співпраці з викладачами Київського політехнічного інституту імені Ігоря Сікорського, найбільшого технічного університету в Україні.
Також у комплекті до кожної STEM-модель є QR-код до спеціального додатка AR, за допомогою якого користувачі можуть взаємодіяти зі складеним механімом у доповненій реальності.
Навчальна колекція Ugears STEM Lab має сертифікат від компанії STEM.org – найбільшої американської організації з досліджень та акредитації в галузі освіти STEM.

### Девайси для ігор
Колекція функціональних дерев'яних механічних ігрових пристроїв Ugears призначена для транспортування та зберігання різних аксесуарів для настільних ігор. Колекція включає п’ять моделей: «Ширма Майстра», «Модульний Дайс-Тауер», «Дек Бокс», «Сховище дайсів» і «Кардхолдер».

### Розмальовки
У колекції Розмальовок Ugears представлені дерев'яні фігурки для дітей, які можна розфарбувати маркерами, кольоровими олівцями або будь-якою фарбою (гуаш, акрил, акварель тощо). Колекція складається з 20 дерев'яних фігурок, серед яких квіти, казкові герої, каруселі, транспортні засоби, літаки, кораблі, годинник, птахи та домашні тварини. Дерев'яні розмальовки легко складаються без клею або спеціальних інструментів, мають ілюстровану кольорову інструкцію.
Кожна модель розмальовки Ugears включає основні елементи механіки, розвиває просторове мислення та дрібну моторику й заохочує дітей до пізнання та вивчення світу.

## Галерея

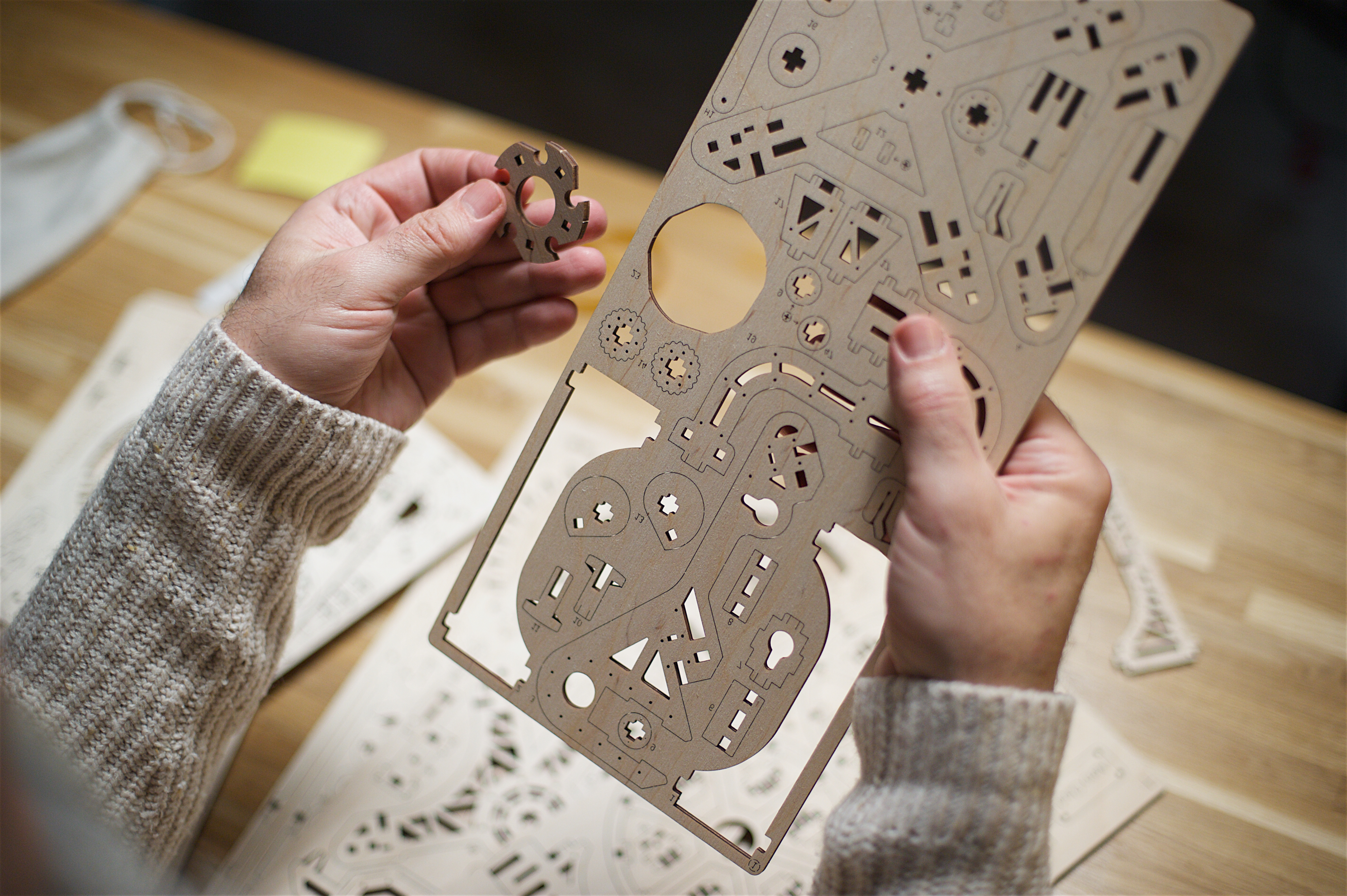
Фанерна пластина з деталями конструктора
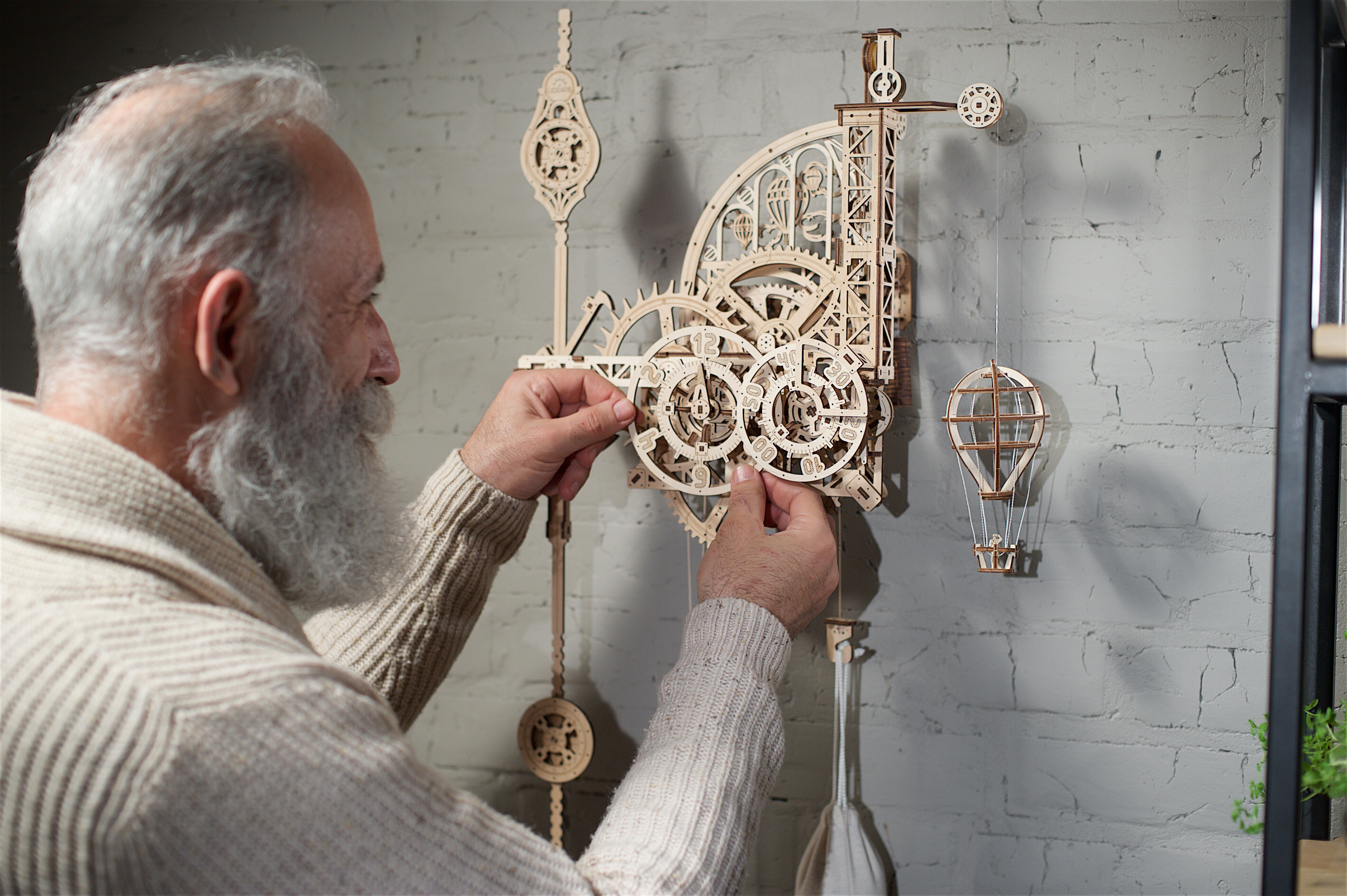
Модель діючого настінного годинника із маятниковим механізмом
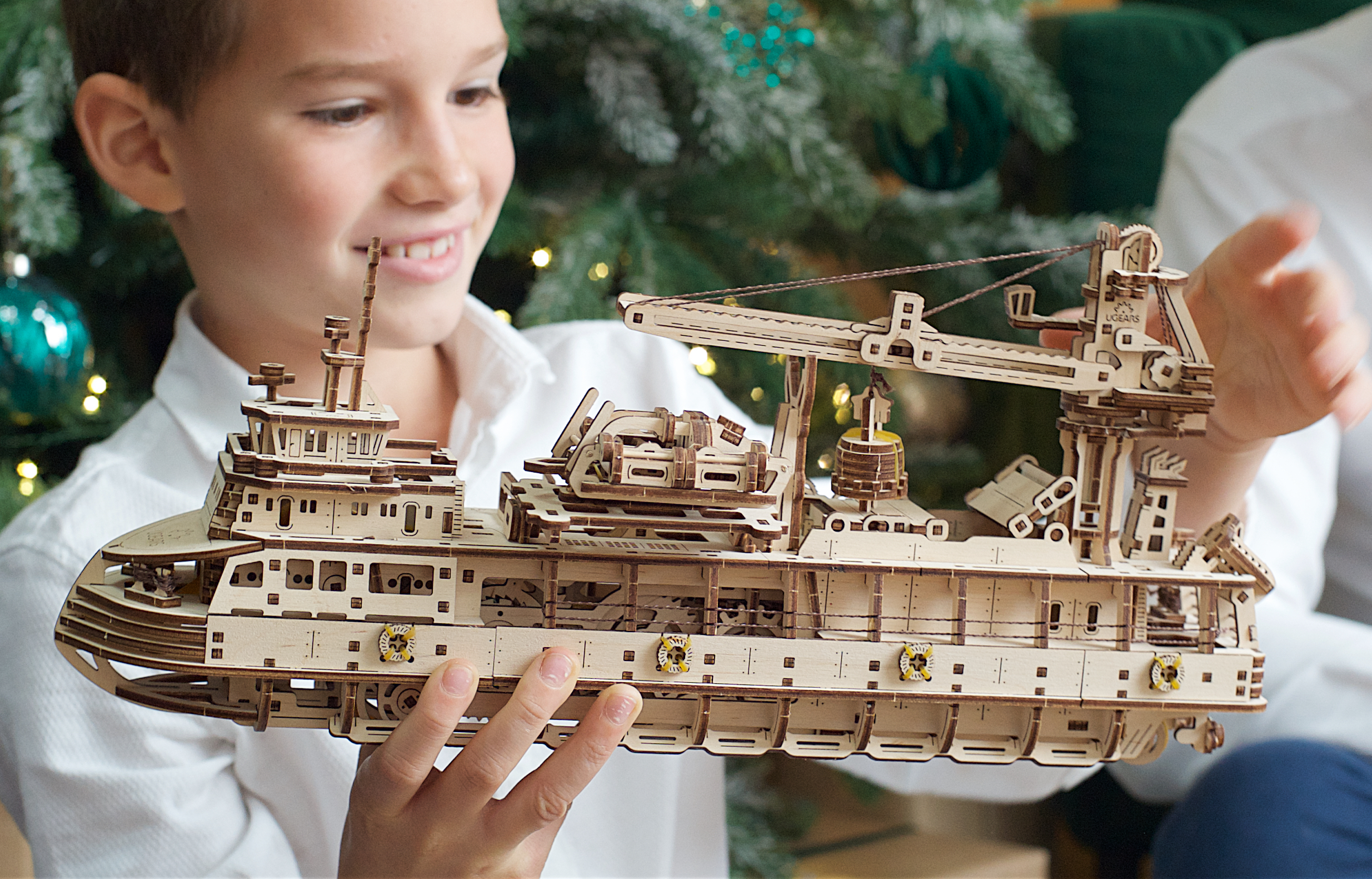
Масштабна модель вантажного судна